# 郭皇后 (宋仁宗)
郭皇后（かくこうごう）は、北宋の第4代皇帝仁宗の最初の皇后。

## 経歴
応州金城県の出身。曾祖父は郭崇。祖父は郭守璘。父は郭允恭。天聖2年（1024年）に立后されたが、仁宗はもっぱら張氏を寵愛しており、郭皇后が目通りするのは稀であった。仁宗は張氏を皇后に立てたいと望んだが、母の劉皇太后が反対したため沙汰やみとなった。張氏は美人の位にとどまったまま死去した。明道2年（1033年）3月、皇太后劉氏が崩じた後、仁宗は初めて自身の実母が李宸妃であったことを知り、深く悼んだ。
その後、尚美人と楊美人がともに寵愛を受けるに至って、郭皇后はたびたび嫉妬に忿怒したという。尚美人が仁宗の御前において、皇后の言葉を遮って話すという無礼を犯した。怒った郭皇后が尚美人の頬を叩こうとしたところ、止めに入った仁宗の顔を誤って叩いてしまい、また皇后の爪が仁宗の頬を傷つけた。激怒した仁宗は、閻文応や呂夷簡に顔の傷を見せ、廃后の相談をした。呂夷簡は皇后によって職務を罷免されたことで怨みを抱いており、「古にもまた（廃后という）例はございます」と言ったため、同年12月（1034年1月）、郭皇后は廃された。中丞の孔道輔、諫官御史の范仲淹や段少連ら10人が「皇后に過ちはありません、廃してはなりません」と訴えたが、かえって罰せられた。
廃后となった郭氏は妃として出家させられ、「浄妃」「玉京沖妙仙師」の称号と「清悟」という道名を下賜された上で、居を長楽宮に移された。景祐元年（1034年）8月、郭妃の身柄は瑤華宮に移り、「金庭教主」「沖静元師」といった称号を賜った。一方、尚美人も廃されて洞真宮で道姑として出家、楊美人も別宅に置かれることとなった。翌月、曹氏が皇后として冊立された。
翌年、仁宗は曹皇后と夫婦仲が悪く、郭妃を想うこと甚だしかった。そこで見舞いの使者を遣わしたところ、妃の返答が大変に沈痛であったので、仁宗は憐れに思い、密かに召し出した。妃は「もし、再びお召しを賜るのなら、百官の立つなかで（皇后に）冊立する場であって下さい。」と言ったという。やがて、郭妃が軽い病を患ったので、仁宗は閻文応を使者に立て、典医を遣わしたが、数日後（11月8日、西暦で12月10日）に郭妃は急死した。宮中でも巷間でも、閻文応が毒を盛ったのではないかと疑ったが、真相は分からなかった。
仁宗は郭氏の死を深く悼み、皇后の位に復せしめたが、諡を賜ることと宗廟に祀ることは停じた。